# André Beauneveu
André Beauneveu, né vers 1335 dans le comté de Hainaut à Valenciennes et mort vers 1400 à Bourges, est un peintre, un sculpteur et un enlumineur actif de 1359 à 1390, qui a travaillé au service du roi de France Charles V et de son frère le duc Jean de Berry. Son œuvre constitue un jalon entre la tradition gothique et le courant réaliste de son contemporain Claus Sluter.

## Biographie
Comme pour la plupart des artistes de cette période, les renseignements biographiques fiables sur Beauneveu sont extrêmement rares et se limitent à quelques mentions dans les archives ou les registres de comptes de ses commanditaires.
La première mention connue est celle d’un « maistre André peintre », qu’on suppose être Beauneveu, dans les comptes de la duchesse Yolande de Bar en 1359, pour la décoration d'une chapelle dans son château de Nieppe, aujourd’hui détruit.
En 1364 André Beauneveu est à Paris et travaille au sein d’un atelier au service du roi Charles V, qui le cite comme « notre estimé Andreu Bauneveu nostre sculpteur », pour la réalisation des tombeaux royaux à l'abbaye de Saint-Denis.
Il n'y a aucune mention concernant Beauneveu entre 1367 et 1372. On a suggéré, sur la base du passage du livre IV des Chroniques de Jean Froissart, où ce dernier loue le talent de son compatriote, qu’il a pu travailler en Angleterre, au service de Philippa de Hainaut, mais son nom n’apparaît dans aucun document.
En 1372, la présence de Beauneveu est attestée dans diverses villes du Hainaut et des Flandres (Valenciennes, Tournai, Courtrai, Malines, Ypres, Cambrai).
En 1374, il est à Valenciennes où il exécute des peintures pour la Halle des Jurés. Il part ensuite à Gand, appelé par Louis de Mâle, pour ériger son tombeau en la chapelle de Sainte-Catherine de l’église de Notre-Dame de Courtrai. En 1377, il sculpte la Vierge du côté sud du beffroi d'Ypres.
En 1386, il est à Bourges au service de l'un des plus grands mécènes de l'Europe médiévale, le duc Jean de Berry, avec le titre de « surintendant de toute peinture et de sculpture » pour le Berry ; il travaille plus particulièrement au château de Mehun-sur-Yèvre, ainsi qu’aux vitraux et décors de la chapelle du palais de Bourges.
Il n’apparaît plus dans aucun document après 1388 ; on admet généralement qu’il meurt vers 1400.

## Œuvre

### Manuscrits enluminés

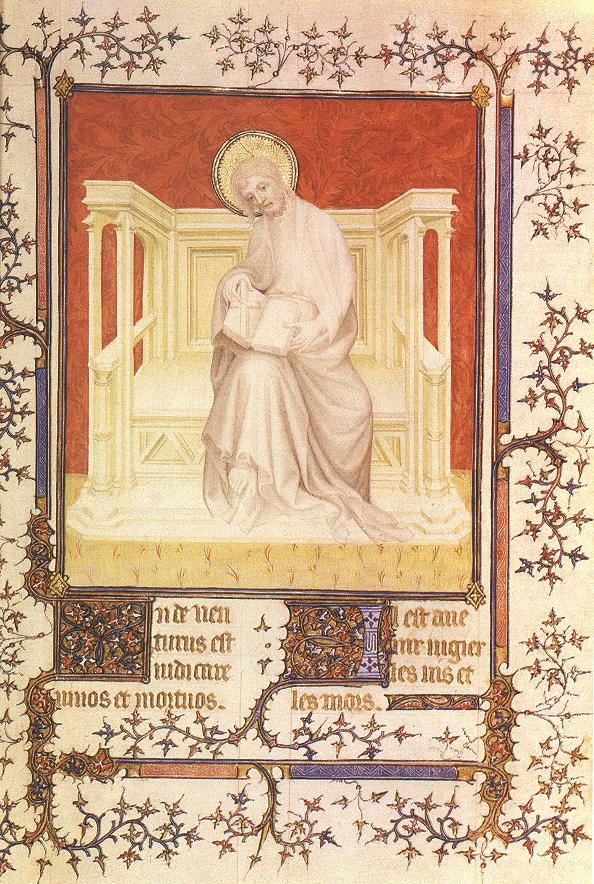
saint Philippe dans le Psautier de Jean de Berry

L’une des rares œuvres qu’on peut attribuer avec certitude à André Beauneveu est le Psautier de Jean de Berry (Paris, Bibliothèque nationale de France, Ms. Fr. 13091), car il est mentionné comme étant de sa main dans l’inventaire de 1402 des biens du duc.
Beauneveu y peint 24 miniatures à pleine page représentant des prophètes et des apôtres se faisant face et donnant l’apparence d’une succession de 12 diptyques. Les figures sont peintes en grisaille sur des trônes très élaborés qui montrent un intérêt remarquable pour la représentation réaliste en trois dimensions. Le style des miniatures montre clairement l’influence de Jean Pucelle dont le duc de Berry possédait à l’époque le chef-d’œuvre, les Heures de Jeanne d’Evreux. André Beauneveu y utilise le procédé pictural qui consiste à « tirer parti du support clair en noircissant les zones d'ombre » .
Deux autres miniatures en grisaille lui sont attribuées par Léopold Delisle au sein des Très Belles Heures du duc de Berry, appelées aussi Heures de Bruxelles,.

### Sculpture

#### Gisants de Saint-Denis
En 1364, Beauneveu reçoit de Charles V la commande de quatre tombeaux : celui de ses grands-parents paternels (Philippe VI et Jeanne de Bourgogne), celui de son père Jean le Bon, et le sien propre, pour l’abbaye de Saint-Denis, où les rois de France sont traditionnellement enterrés. En passant commande de tombeaux  spectaculaires pour ses ancêtres immédiats aussi bien que pour lui-même, placés au cœur de la nécropole royale capétienne, Charles V tend à affirmer l'autorité et la légitimité à la couronne de France de la nouvelle dynastie des Valois, de la même façon que les ducs de Bourgogne créent la nécropole dynastique de Champmol une décennie plus tard. Beauneveu est payé 4 700 francs d’or pour cette commande, ce qui atteste du renom de l’artiste.
Les tombeaux sont à la dernière mode, avec des gisants de marbre blanc brillant sur des dalles de marbre poli noir ; bien qu’ils aient été détruits, ainsi que la statue de Jeanne de Bourgogne, en 1793, ils sont connus grâce aux dessins qu’en a fait faire à la fin du XVIIe siècle Roger de Gaignières. Les trois autres gisants (Philippe VI, Jean II le Bon et Charles V) sont encore à Saint-Denis. Deux lions sculptés attribués à Beauneveu, provenant du tombeau de Charles V détruit en 1793 et achetés par un collectionneur anglais en 1802, ont été vendus aux enchères à Londres chez Christie's en juillet 2017 pour 9 349 000 £.

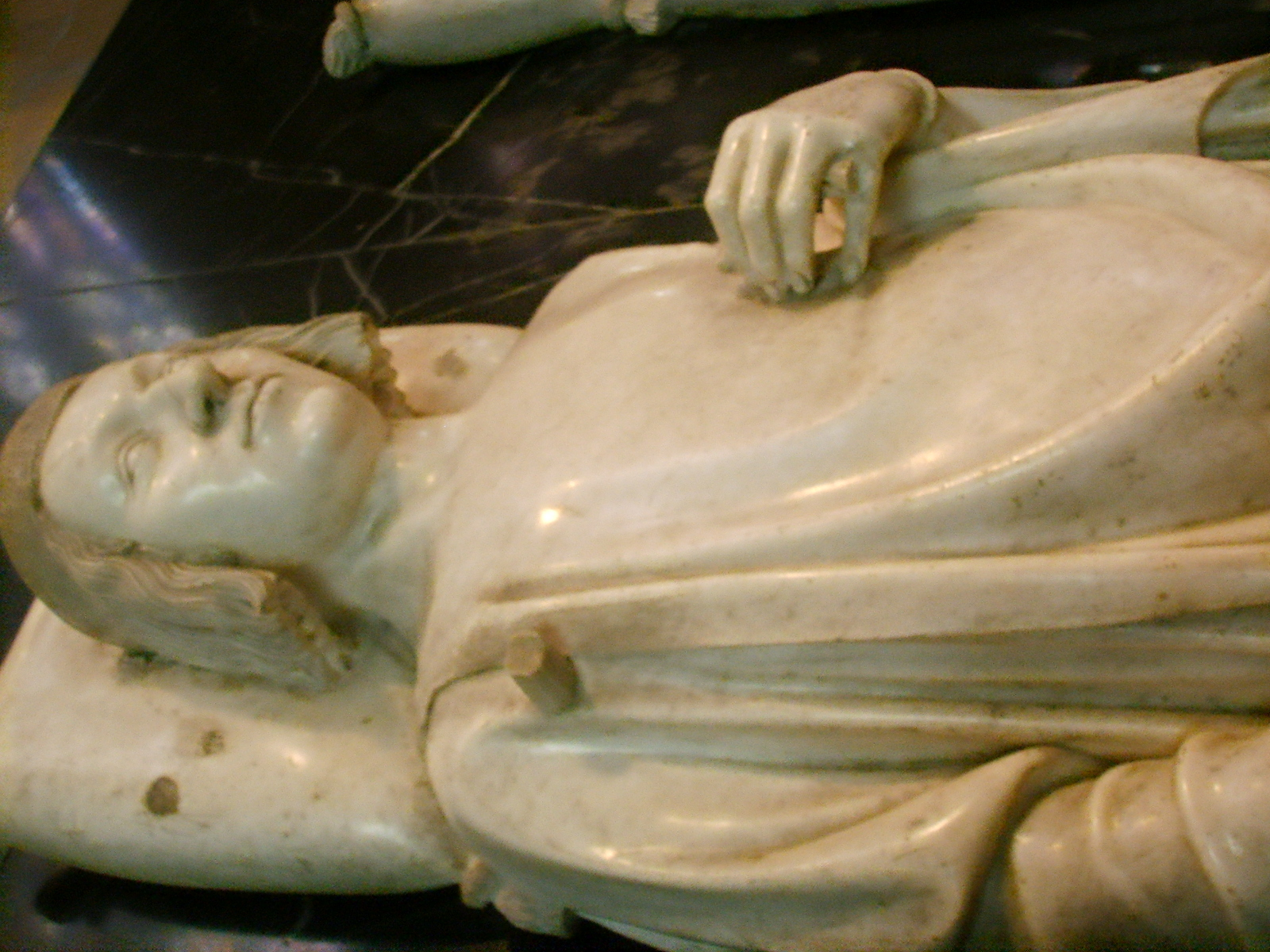
Gisant de Charles V à Saint-Denis

Beauneveu a choisi de représenter celui de Charles V comme s'il était encore en vie (« representacion au vif ») . Ce gisant est le premier monument funéraire comportant un portrait de souverain exécuté de son vivant (il a alors 27 ans), conformément à un souci naturaliste qui a conduit le sculpteur à travailler d’après un masque moulé de son  modèle ; il se démarque des trois autres gisants qui ont pu avoir été réalisés par des membres de l’atelier de Beauneveu (qui n’est plus attesté dans les comptes royaux à partir de 1366) ou par d’autres artistes.

#### Courtrai
Entre 1374 et 1377, Beauneveu travaille à un monument funéraire pour le comte de Flandre, Louis de Male, qui n’est pas achevé car le comte sera inhumé à Lille: il en reste une statue de sainte Catherine dans la Chapelle des Comtes de l’église Notre-Dame (Onze-Lieve-Vrouwekerk) de Courtrai. Elle donne une excellente idée de l’élégance que Froissart et ses contemporains ont admiré dans le travail de Beauneveu : la statue en marbre blanc de 1,6 mètre est remarquable par son idéalisme accentué et son port légèrement déhanché.

#### Mehun-sur-Yèvre et Bourges
Après 1386, Beauneveu, au service de Jean de Berry, réalise plusieurs sculptures pour le château de Mehun-sur-Yèvre et pour la chapelle du palais ducal de Bourges. La décoration sculptée et peinte de Mehun est célèbre à l’époque, au point que le frère de Jean de Berry, le duc de Bourgogne Philippe le Hardi, envoie ses propres artistes, Claus Sluter et Jean de Beaumetz, pour en visiter le chantier en 1393.
Le seul fragment survivant de Mehun est une tête d’apôtre, conservée aujourd'hui au musée du Louvre : on l’a parfois attribuée au successeur de Beauneveu, Jean de Cambrai, mais les historiens de l’art penchent plus généralement pour Beauneveu ou son atelier.
Pour Bourges, subsistent quelques statues des petits  prophètes, dispersées dans diverses collections publiques ou privées.

### Tableaux et vitraux
Les archives indiquent que, durant les années 1370, alors qu’il travaille au monument funéraire de Louis de Male, André Beauneveu fournit également les peintures de la halle des Jurés de sa ville natale de Valenciennes, et répond à diverses commandes pour les villes de Ypres et Malines ; rien n’en subsiste.
Au début du XXe siècle, on a eu tendance à attribuer à Beauneveu plusieurs œuvres anonymes de la fin du XIVe siècle, comme le  retable d'Hakendover, le Parement de Narbonne ou le Diptyque de Wilton où est représenté Richard II d'Angleterre . Ces attributions sont aujourd’hui abandonnées.
Le seul témoignage conservé de l’art de peintre de Beauneveu sont les vitraux qu’il a conçu pour la Sainte-Chapelle de Jean de Berry à Bourges : la chapelle a été détruite pendant la Révolution française, mais elle est connue par des peintures exécutées au XVIIIe siècle ; quelques vitraux ont survécu et ont été installés dans la crypte de la cathédrale de Bourges : ils représentent des prophètes peints en grisaille, dans un style naturaliste, placés dans des niches architecturées, en écho aux prophètes sculptés qui étaient placés dans des niches à l’extérieur du bâtiment.

## Source de la traduction
- (en) Cet article est partiellement ou en totalité issu de l’article de Wikipédia en anglais intitulé « André Beauneveu » (voir la liste des auteurs).